# Каїрська волость
Каїрська волость — адміністративно-територіальна одиниця Дніпровського повіту Таврійської губернії.
Станом на 1886 рік — складалася з 4 поселень, 5 сільських громад. Населення — 10384 особи (5326 осіб чоловічої статі та 5158 — жіночої), 1580 дворових господарств.
|                     | Площа, десятин | У тому числі орної, дес. |
| ------------------- | -------------- | ------------------------ |
| Сільських громад    | 31712          | 25593                    |
| Приватної власності | 12730          | 4833                     |
| Казенної власності  | 540            | 120                      |
| Іншої власності     | 440            | 440                      |
| Загалом             | 45422          | 30986                    |

Поселення волості:
- Каїри — село при протоці Губській за 89 верст від повітового міста, 4296 осіб, 620 дворів, православна церква, школа, 5 лавок, 2 ярмарки. За 25 верст — поштова станція.
- Горностаївка — село при річці Конка, 3893 особи, 586 дворів, 2 православні церкви, школа, 9 лавок, горілчаний склад, 2 рейнських погреби, 2 трактири, 2 ярмарки.
- Констянтинівка — село при балці Течін, 418 осіб, 82 двори, лавка.
- Любимівка — село при річці Конка, 1877 осіб, 292 двори, православна церква, школа, лавка.